# Batalla de Glenmama
La batalla de Glenmama o Glenn Máma (gaélico irlandés: Cath Ghleann Máma), fue un conflicto bélico que tuvo lugar en el condado de Kildare el 30 de diciembre de 999. Forma parte de un conflicto que provocó las revueltas de Leinster contra Brian Boru.
Brian Boru contaba con sus fuerzas de Munster y los aliados de Mide. Brian Boru y el gran rey de Irlanda Máel Sechnaill II, derrotaron de forma cruenta al reino de Leinster de  Máel Mórda y los vikingos de Dublín, bajo el mando de Sigtrygg Silkiskegg.
No fue una derrota decisiva, pues los conflictos se sucedieron hasta desembocar en una segunda revuelta y la definitiva batalla de Clontarf en 1014.
Es una batalla bien documentada en prácticamente la mayoría de crónicas contemporáneas como Cogad Gáedel re Gallaib, Anales de Ulster, Anales de los cuatro maestros, Chronicon Scotorum y Anales de Inisfallen. 

## Bajas vikingas
Las bajas se estimaron en 7000 vikingos, pero no hay datos de los fallecidos del bando contrario. Los anales de Tigernach son muy prolíficos citando a detalle las abundantes bajas de los caudillos vikingos caídos en el campo de batalla. Entre los principales protagonistas se citan a:
- Aralt mac Amlaíb, hijo de Olaf Cuaran
- Artalach mac Sitric, posible hijo de Sigtrygg Silkbeard
- Cuilén, hijo de un importante caudillo de Dublín llamado Étigén